# 329 (عدد)
329 هو عدد صحيح، يلي العدد 328 وويسبق العدد 330.

## في الرياضيات

### خصائص
- عدد طبيعي.[3]
- عدد فردي.[4][5]
- عدد موجب،[6] السالب منه هو -329.[7]

## في التاريخ
- 329 هـ هي سنة في التقويم الهجري.
- هي سنة 329 م في التقويم الميلادي.

## وصلات خارجية
الأعداد الصاتمة، ديوان اللغة العربية.